# Сан Дамијано д'Асти
Сан Дамијано д'Асти (итал. San Damiano d'Asti) је насеље у Италији у округу Асти, региону Пијемонт.
Према процени из 2011. у насељу је живело 4349 становника. Насеље се налази на надморској висини од 185 м.

## Становништво
Према резултатима пописа становништва 2011. у општини је живело 8.373 становника.
| 1931. | 1936. | 1951. | 1961. | 1971. | 1981. | 1991. | 2001. | 2011. |
| ----- | ----- | ----- | ----- | ----- | ----- | ----- | ----- | ----- |
| 8.987 | 8.316 | 7.251 | 6.664 | 7.025 | 7.187 | 7.263 | 7.622 | 8.373 |

## Партнерски градови
- Kriens